# Anarta sulphurescens
Anarta sulphurescens là một loài bướm đêm trong họ Noctuidae.